# Луцій Емілій Мамерцін Привернат
Луцій Емілій Мамерцін Привернат (IV ст. до н. е.) — політичний, державний та військовий діяч Римської республіки, консул 341 і 329 років до н. е.

## Життєпис
Походив з патриціанського роду Еміліїв. Син Луція Емілія Мамерціна, консула 366 та 363 років до н. е. У 352 році до н. е. його призначив начальником кінноти диктатор Гай Юлій Юл. На цій посаді він воював проти етрусків.
У 342 році до н. е. знову призначений начальником кінноти диктатором Марком Валерієм Максимом Корвом. Цього разу Мамерцін брав участь у бойових діях проти самнітів.
У 341 році до н. е. був обрано консулом разом з Гаєм Плавтієм Венон Гіпсеєм. Воював проти Прівернума (сучасне м. Пріверно), вольсків, втім не досить вдало. У 355 році до н. е. його призначено диктатором для проведення коміцій. У 329 році до н. е. його вдруге обрано консулом, цього разу разом з Гаєм Плавцієм Деціаном. За час каденції він разом з Плавтієм здолав галлів та Прівернум, за що отримав тріумф і агномен Привернат.
У 326 році до н. е. з огляду на те, що диктатор Марк Клавдій Марцелл не організував коміції, Луцій Емілій обирається інтеррексом для проведення виборів консулів. У 316 році до н. е. призначений диктатором для війни проти самнітів, в першу чергу влаштувавши облогу міста Сатікула.